# Vjekoslav Bevanda
Vjekoslav Bevanda (Mostar, 13 maggio 1956) è un politico bosniaco.

## Biografia
Di famiglia croato-bosniaca, Bevanda studia a Mostar e si laurea in economia all'Università di Mostar Džemal Bijedić  nel 1979.
Tra il 1979 e il 1989 Bevanda lavora per la compagnia aeronautica SOKO di Mostar. Quindi dal 1990 per la banca APRO, sempre a Mostar. Nel 2000 e 2001 lavora per l'Euro Center di Spalato, e dal 2001 al 2007 come direttore della Kommerz Bank di Sarajevo.
Tra il 2007 e il 2011 Bevanda serve come ministro delle finanze e vicepremier della Federazione di Bosnia ed Erzegovina, una delle due entità amministrative del paese.
Dal gennaio 2012 al marzo 2015 è stato il Presidente del Consiglio dei ministri della Bosnia ed Erzegovina.
Dal marzo 2007 al marzo 2011 è stato Ministro delle Finanze e Vicepresidente della Federazione di Bosnia ed Erzegovina. Dall'aprile 2015 è Ministro delle finanze della Bosnia ed Erzegovina come membro del governo guidato da Denis Zvizdić.